# DSA-576
La DSA-576 es una carretera de titularidad de la Diputación de Salamanca (España) cuyo trayecto discurre por la provincia homónima y une las localidades de Lumbrales, Saucelle y Vilvestre. Fue reformada en el año 2004 realizándose en ella una mejora del firme. Atraviesa la comarca natural de las Arribes.

## Historia

Cajetín de la antigua SA-330.

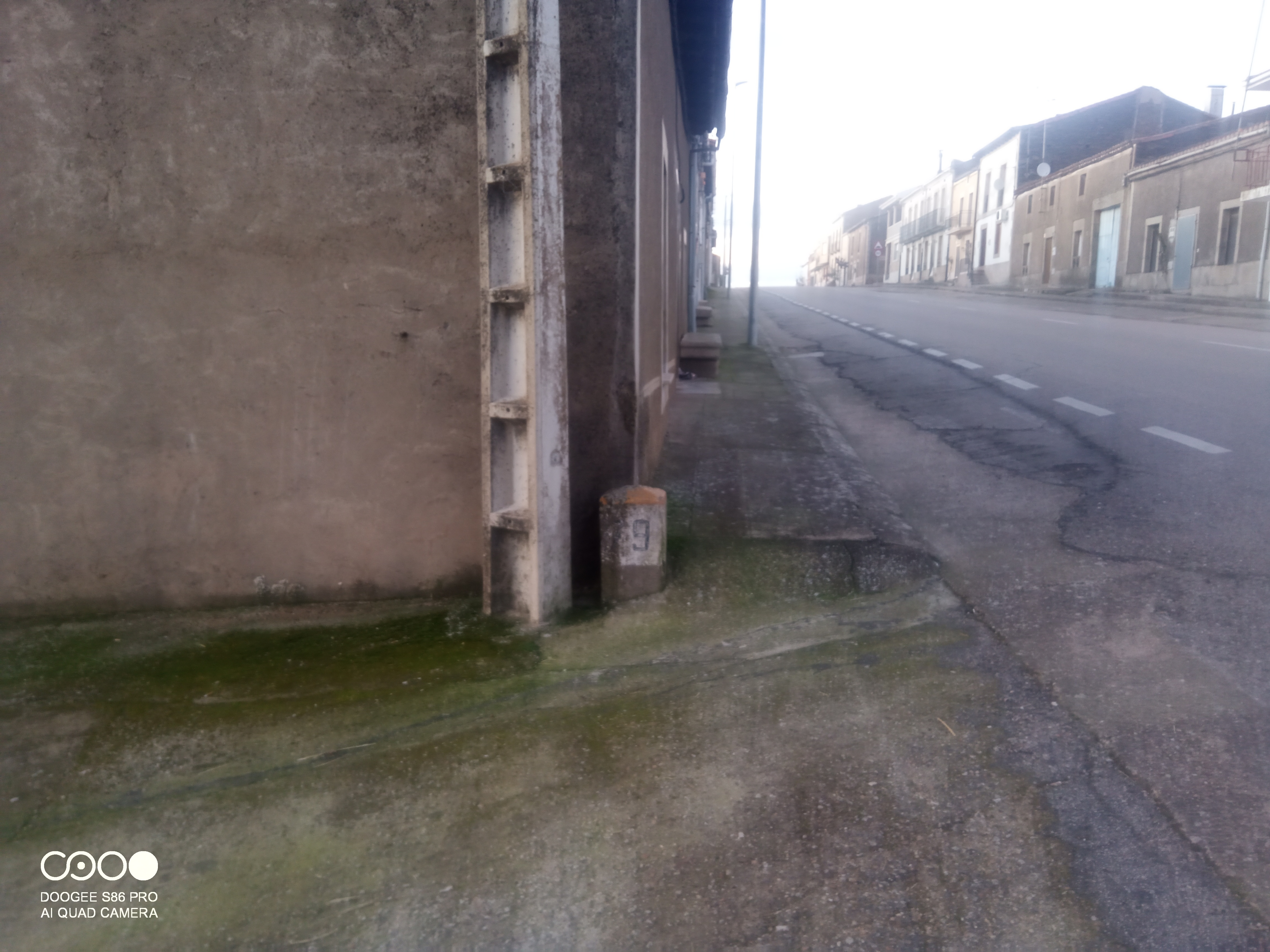
Hito del P.K. 79 de la antigua carretera de Ciudad Rodrigo a Vilvestre.

Esta carretera constituía el segundo tramo de los dos en los que está dividida la antigua carretera de Ciudad Rodrigo a Vilvestre. El otro tramo es la actual carretera SA-324.
El 22 de junio de 2011 el delegado territorial de la Junta de Castilla y León en Salamanca, Gerardo Sánchez-Granjel, y la presidenta de la Diputación, Isabel Jiménez, firmaron el acta de cambio de titularidad de cuatro carreteras de la provincia, tal como habían aprobado los órganos competentes de ambas instituciones. La Junta de Castilla y León asume la titularidad de la DSA-230 y de la DSA-340, las cuales son renombradas como SA-212 y SA-213, y la Diputación de Salamanca asume la titularidad de la SA-320 y la SA-330, las cuales son renombradas como DSA-560 y DSA-576.
En el Plan de carreteras 2013 de la Diputación Provincial de Salamanca la SA-330 pasa a denominarse DSA-576.
Esta denominación también se utilizó en el Plan de carreteras 2006-2015 para denominar al camino asfaltado que une Vilvestre y Cerezal de Peñahorcada actualmente denominado CM-VI-1, y que en ese momento estaba en la lista de vías a traspasar de titularidad municipal a provincial, si bien dicho traspaso no se llevó a cabo.

## Recorrido
| 5,00 m |

| 5,00 m |